# Agáthonas Iakovídis
Agáthonas Iakovídis (grec moderne : Αγάθωνας Ιακωβίδης), est un chanteur grec né le 2 janvier 1955 et mort le 5 août 2020.
Il est l'un des musiciens les plus réputés et respectés de Rebetiko, forme de musique populaire grecque apparue dans les années 1920, qualifiée de « blues grec », se jouant généralement au bouzouki et au violon.

## Biographie
Agáthonas Iakovídis est né en 1955 à Evanghelismos (Nome de Thessalonique). Ses parents étaient des réfugiés originaires d'Asie mineure. Il commence sa carrière en 1973 et sort son premier disque en 1977.
Le 18 février 2013, à l'issue d'une finale nationale, il est choisi, accompagné du groupe de ska Koza Mostra,  pour représenter la Grèce au Concours Eurovision de la chanson 2013 à Malmö, en Suède avec la chanson Alcohol Is Free (« L'alcool est gratuit »),.